# إمبراطورية تاونغو الأولى
إمبراطورية تاونغو الأولى (بالبورمية: တောင်ငူ ခေတ်؛ كما عرفت باسم سلالة تاونغو الحاكمة الأولى، أو الإمبراطورية البورمية الثانية أو ببساطة إمبراطورية تاونغو) كانت القوة المهيمنة في جنوب شرق آسيا في النصف الثاني من القرن السادس عشر. في أوج قوتها، امتدت حدودها من مانيبور إلى الحدود الكمبودية ومن حدود أراكان إلى يونان (الصين)، وكانت على الأرجح أكبر إمبراطورية في تاريخ جنوب شرق آسيا، كما أن السلالة الحاكمة هي «اأكثر السلالات خطرًا والأنجح عسكريًا» في تاريخ بورما، وكذلك «الأقصر عمرًا».

## خلفية تاريخية

### إمارة توانغو
يعود تاريخ أول سجل معروف لإدارة المنطقة إلى أواخر فترة مملكة باغان. في عام 1191، عين الملك سيثو الثاني (1174-1211) أناندا ثريا حاكمة لكانبا ماينت. في عام 1279، أسس حفيدان كبيران لأناندا ثريا، وهما: ثوون غيي وثوون نجي مستوطنة جديدة مؤلفة من 370 عائلة، على بعد حوالي 40 كيلومترًا جنوبًا. أطلق عليها اسم تاونغو بسبب موقعها على التلال في وادي نهر سيتاونج الضيق بين أراضي باغو يوما وتلال شان الجنوبية.
لم يكن من السهل الوصول إلى الوادي الضيق في الحافة الجنوبية للمنطقة الجافة من وسط أو أعلى بورما؛ وكانت أفضل طريقة للوصول إلى المنطقة من الجنوب عبر سيتاونج. شكّل موقعها صعب الوصول قدرًا كبيرًا من بدايات تاريخها. في القرن الرابع عشر، كَبرت المستوطنة لتكون المدينة الرئيسية في المنطقة الحدودية، وظلت مكانا فوضويًا بلا قانون. فشل أول تمرد قامت به توانغو عام 1317-18، ولكن سيدها الشكلي بينيا كان يتمتع بقدر ضئيل من السيطرة عليها. استولى المغتصبون عادة على المنصب عبر اغتيال الحاكم — في عامي 1325، 1344 و1347 — من دون قيام بينيا بأي أعمال انتقامية أو لأخذ الثأر. في عام 1358، ثارت توانغو برمتها. استعاد آفا خليفة بينيا توانغو عام 1367، ولكن اغتيالات حكام الولايات استمرت في عام 1375 و1376 و1383، وفي بعض الأحيان بإذن وتصريح من آفا نفسه. في عام 1399، فرض آفا سيطرة أكثر صرامة.
بحلول ذلك الوقت، كانت توانغو، إلى جانب برومي (بايي)، قد استقبلت موجات من المهاجرين الناطقين بالبورمية، بعد أن طردوا من بورما العليا بسبب غارات شان المتتالية في النصف الثاني من القرن الرابع عشر، وظهرت كلتا الولايتين الجنوبيتين كمراكز جديدة للنشاط الاقتصادي، فضلًا عن ثقافة البرماويين. استمر نمو توانغو خصوصًا بعد ان استنفدت حرب الأربعين سنة (1385-1424) قدرات ومجهودات آفا. منذ عام 1425، كانت مملكة آفا تواجه تمردات في كل مرة يأتي فيها ملك جديد إلى السلطة، وكان عليه حينئذ أن يعيد النظام مستخدمًا أسلوب الحرب في الغالب. اختبر قادة توانغو الطموحين عزم آفا مرارًا وتكرارًا من خلال تنظيم الاغتيالات (في 1440 و1452 و1459) وحركات التمرد (في 1426-40 و1452-59 و1468-70) بمساعدة بيغو في بعض الأحيان.

### بداية سلالة توانغو
في عام 1470، عين ملك آفا ثياثورا (1468-80) سيثو كياوهتين، الجنرال الذي وضع حدًا لآخر تمرد في توانغو. ظل سيثو كياوهتين، وهو من سلالة آفا، مخلصًا لخليفة ثياثورا مينهونغ الثاني (1480-1501) الذي استُقبل بموجة من التمرد من جانب أسياد ياماثين (1480) وسالين (1481) وبروم (1482). توفي سيثو كياوهتين وهو على رأس عمله في ياماثين عام 1481، وخلفه ابنه مين سيثو.
في عام 1485، أصبح مين سيثو الحاكم الحادي عشر من حكام توانغو الذين تعرضوا للاغتيال في هذا المنصب، وكان قاتله ابن أخيه مينجي نيو (1510-30).كان سيكون هناك تمرد آخر، باستثناء أن نيو حاز على قبول مينهاونج من خلال تقديم دعمه الكامل للملك المحاصر. ظهرت قدرات نيو القيادية، وسرعان ما فرض القانون والنظام على المنطقة، التي جذبت لاجئين من أجزاء أخرى من وسط وجنوب بورما، ومستعينًا بعدد كبير من الأيدي العاملة، رعى سلسلة من مشاريع الاستصلاح والري المتقنة للتعويض عن الزراعة البسيطة في وادي سيتاونج.
بحلول تسعينيات القرن الخامس عشر، كانت توانغو قد نمت وكبرت، وبدأ نيو الواثق من نفسه في اختبار حدود سلطته، وبنى قصرًا مليئًا بالمظاهر الملكية عام 1491. ثم قام بالإغارة على منطقة هانثوادي دون إذن آفا، خلال أزمة خلافة المملكة الجنوبية. لقد كانت كارثة: وبالكاد نجت توانغو من الهجوم المضاد الذي شنه الملك بينيا ران الثاني (1492-1526) عام 1495-1496. في آفا، تجاهل مينهاونج أعمال نيو لأنه احتاج إلى دعمه ضد ياماثين.

### الانفصال عن آفا
حدث انفصال توانغو الحتمي عن آفا بعد وفاة مينهاونج الثاني عام 1501. استقبل الملك الجديد ناراباتي الثاني (1501-27) بالكثير من التمردات. بحلول عام 1502، كان نيو قد قرر بالفعل الانفصال على الرغم من محاولة ناراباتي اليائسة للاحتفاظ بولائه من خلال منح كل مخازن كيوكسي المهمة. في عام 1503، بدأت قوات نيو بمساعدة التمردات الجارية في الجنوب خلسة. في عام 1504، دخل علنًا في تحالف مع بروم بقصد الاستيلاء على كامل بورما الوسطى. لكن آفا لم تكن ضعيفة بعد، وصدت غارات التحالف في 1504-1505 وفي 1507-1508.
أرغمت هذه الانتكاسات نيو على إعادة صياغة طموحاته، وأعلن رسميًا استقلاله عن آفا عام 1510، ولكنه انسحب أيضًا من المشاركة في الحرب الداخلية المهلكة. لم يكن بإمكان آفا اتخاذ أي رد فعل ولم تفعل. كانت تواجه تهديدًا وجوديًا في الحرب الجارية مع اتحاد دول شان، وسقطت في نهاية المطاف في عام 1527. في الوقت نفسه، ركز نيو على تعزيز اقتصاد المملكة واستقرارها. فقد جذبت سياسته المتمثلة في عدم التدخل اللاجئين إلى المنطقة الوحيدة في بورما العليا التي تعيش في سلام. بموته عام 1530، نجح نيو في تحويل توانغو إلى قوة إقليمية صغيرة ولكنها قوية.

### الصعود
شهدت الفترة بين عامي 1526 و1533 تغييًرا في السلطة في كل الولايات الرئيسية في بورما. حُكمت ثلاثة ولايات من حكام ضعفاء: تاكا يوت بي (1526-1539) في هانثاوادي؛ بين حتوي (1526-1532) وناراباتي (1532-1539) في بروم؛ وتوهانبوا (1533-1542) في آفا (دولة اتحادية). في حين حكم حاكمان طموحان يمتلكان القدرة ولايتين اثنتين، هما: تابينشويهتي (1530-1550) في توانغو، ومين بين (1531-1554) في مراوك-و (أراكان). رغم أن أراكان قد تحولت إلى قوة في حد ذاتها، فإن عزلتها الجغرافية كانت تعني أنها سوف تظل جزءًا هامشيًا في شؤون البر الرئيسي، ما أدى إلى ترك توانغو الصغيرة التي تسببت في النهاية بالحرب في جزء كبير من جنوب شرق آسيا حتى نهاية القرن.
كان الدافع الأولي لحملات توانغو العسكرية دفاعيًا، إذ كانت الدولة غير الساحلية مطوقة من الاتحاد القوي الذي هزم حليفتها السابقة بروم عام 1533. لحسن حظ توانغو أن الزعيم الأسمى للاتحاد سو لون كان قد اغتيل بعد بضعة أشهر، وتفكك التحالف ولم يعد قوة متماسكة. قرر تابينشويهتي وحاشيته الاستفادة من الهدوء، والخروج من مملكتهم الضيقة من خلال مهاجمة هانثاوادي، المملكة الأكبر والأكثر ثراءً والمفككة في الجنوب. في عام 1534، بدأت قوات توانغو بشن غارات سنوية على إقليم هانثاوادي، واخترقوه أخيرًا عام 1538، واستولوا على باغو ودلتا إيراوادي. في عام 1539، نقل تابينشويهتي العاصمة إلى باغو حيث بقيت حتى نهاية القرن.